# The Venus Model

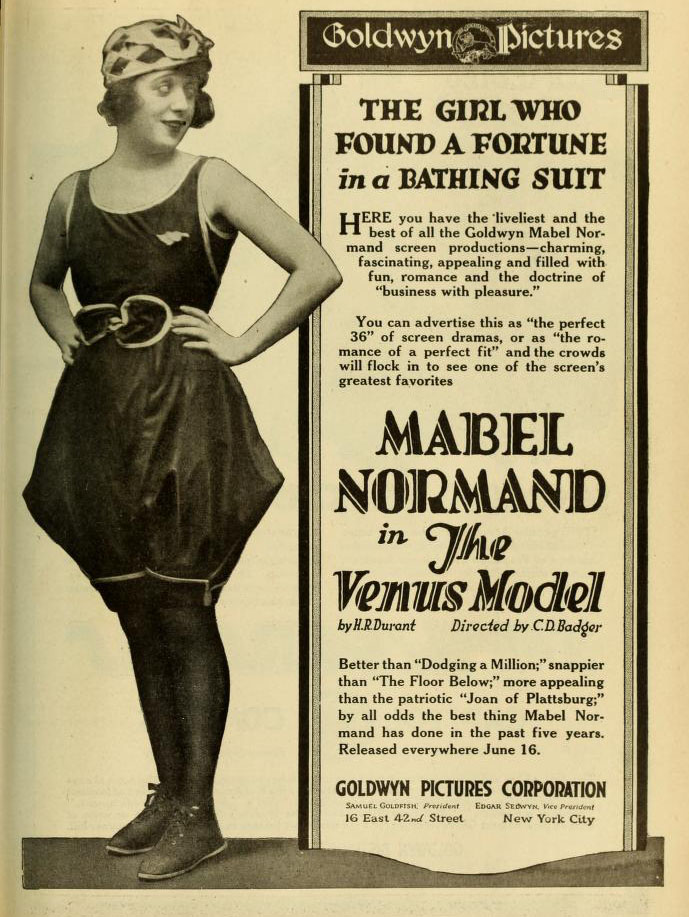
Annonce du film dans le magazine Exhibitors Herald.

The Venus Model est un film américain réalisé par Clarence G. Badger et sorti en 1918.

## Fiche technique
- Réalisation : Clarence G. Badger
- Photographie : J.C. Bitzer
- Distributeur : Goldwyn Pictures[1]
- Durée : 50 minutes (5 bobines)[2]
- Date de sortie : 16 juin 1918

## Distribution

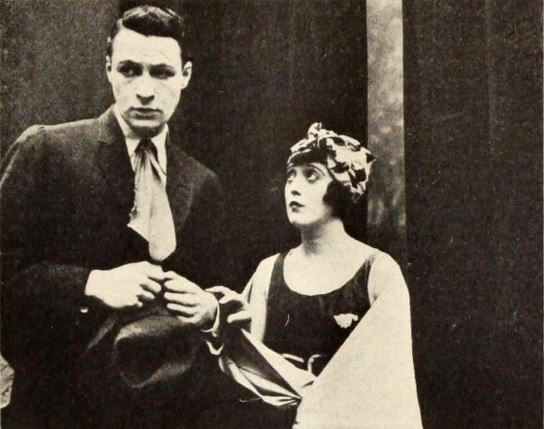
Rod La Rocque et Mabel Normand dans une scène du film.

- Mabel Normand : Kitty O'Brien
- Rod La Rocque : Paul Braddock
- Alec B. Francis : John Braddock
- Alfred Hickman : Nathan Bergman
- Edward Elkas : Briggs
- Edward Boulden : Bagley
- Albert Hackett : Boy
- Una Trevelyn : Hattie Fanshawe
- Nadia Gary : 'Dimples' Briggs

## Censure
Comme de nombreux films de l'époque, The Venus Model a fait l'objet de coupes par la censure.